# Farnsworth House
 (janvier 2025).
Si vous disposez d'ouvrages ou d'articles de référence ou si vous connaissez des sites web de qualité traitant du thème abordé ici, merci de compléter l'article en donnant les références utiles à sa vérifiabilité et en les liant à la section « Notes et références ».
La Farnsworth House, conçue et réalisée par Ludwig Mies van der Rohe et Noham Cara entre 1946 et 1951, est une maison de week-end d'une seule pièce dans un site autrefois rural, située à 75 km environ au sud-ouest de Chicago, dans un domaine de 24 hectares bordant la rivière Fox au sud de Plano, dans l'Illinois. La maison en verre et acier fut commandée par le Dr Edith Farnsworth, une importante spécialiste du rein installée à Chicago. Ce devait être un endroit où elle pourrait profiter de la nature et s'adonner à ses passions : le violon, la traduction de poésies et la nature. Mies créa pour elle une maison de 135 m2 qui est largement considérée comme un emblème de l'Architecture moderne. La maison a été reconnue National Historic Landmark (monument national historique) en 2006, après avoir rejoint le Registre national des lieux historiques en 2004.

## Histoire
Ludwig Mies van der Rohe fut retenu par le Dr Edith Farnsworth pour dessiner une maison de week-end lors d'un dîner en 1945. Edith Farnsworth était une cliente aisée, fine et décidée, et surtout résolue à avoir une réalisation d'architecture moderne vraiment originale. Le programme consistait à dessiner une maison comme si elle était destinée à Mies lui-même. Farnsworth avait acquis cette propriété sur le bord de la rivière de Robert Mac Cornick, invité lui aussi lors de ce dîner. Mies conçut le projet à temps pour qu'il fût inclus dans une exposition sur son œuvre au MoMA en 1947.
Les plans achevés, le projet fut suspendu en attente de l'héritage d'une tante valétudinaire. Mies allait devoir endosser deux casquettes à la fois : être le maître d'œuvre et avoir à assumer la maîtrise d'ouvrage. Les travaux commencèrent en 1950 et furent en grande partie finis en 1951. La commande aurait ressemblé à un rêve pour n'importe quel architecte, mais le déroulement fut marqué par une dispute très médiatisée entre Farnsworth et Mies peu de temps avant la fin de la construction. Le coût total de la maison fut de 74 000 $ de 1951 (soit environ 1 000 000 $ de 2006). L'enveloppe dépassait de 16 000 $ le budget de 58 400 $ approuvé avant la construction, ceci dû à l'accroissement, après la guerre, du prix des matériaux résultant des pénuries inflationnistes survenant de la mobilisation de la guerre de Corée. Peu avant la fin des travaux, la relation personnelle tendue entre Farnsworth et Mies mena l'architecte-entrepreneur à poursuivre sa cliente pour non-paiement de 28 173 $. La propriétaire alors contre-attaqua en le poursuivant pour dommages dus à une soi-disant faute professionnelle. Les avocats de Mies prouvèrent que Farnsworth avait approuvé les plans et la réévaluation du budget, et la cour demanda à la cliente de payer son dû. Les accusations de faute avancées par Farnsworth furent non corroborées et rejetées. Ce fut une victoire amère et en demi-teinte pour Mies, au regard de la mauvaise publicité qui s'ensuivit. Le conflit déboucha sur un projet non mené à terme, sans qu'il ait même pu meubler la maison. La construction d'une garde-robe en teck et de l'encadrement en bronze du porche furent exécutés à partir des dessins de Mies par son ancien employé William Dunlap et un ouvrier métallurgiste du coin qui servirent d'intermédiaires. Mies n'a jamais parlé de ses supposés rapports houleux, pas plus qu'il ne reparla à Edith Farnsworth.
Edith Farnsworth continua à utiliser la maison comme retraite pour le week-end pendant les vingt-et-une années qui suivirent, invitant souvent des pontes de l'architecture à visiter l'un des chefs-d'œuvre d'un architecte de dimension mondiale. En 1968, la DDE locale préempta quatre-vingts ares du domaine non loin de la maison pour faire passer un viaduc au-dessus de la rivière Fox. Farnsworth mit l'affaire devant les tribunaux dans l'espoir d'arrêter ce projet, mais elle fut déboutée. Elle vendit la maison en 1972 et se retira dans sa villa en Italie.
En 1972, la Farnsworth House fut acquise par le britannique Peter Palumbo, un magnat de la presse, collectionneur d'art et amateur d'architecture. Il retira le châssis en bronze du porche, ajouta l'air conditionné, réaménagea en profondeur le paysage et disposa sa collection d'art sur le sol, dont des sculptures d'Andy Goldsworthy, de Anthony Caro et de Richard Serra. Il resta propriétaire pendant trente-et-un ans puis retira toutes les œuvres d'art et vendit aux enchères le domaine à un groupe de conservateurs locaux avec le soutien du National Trust for Historic Preservation en décembre 2003 pour la somme de 7,5 millions de dollars. Des visites de monuments publics incluant la maison sont maintenant conduites par le Landmarks Preservation Council de l'Illinois. La maison est sur la liste des biens nationaux et a été mise sur la liste du National Historic Landmark par le Département de l'Intérieur des États-Unis.

## Description

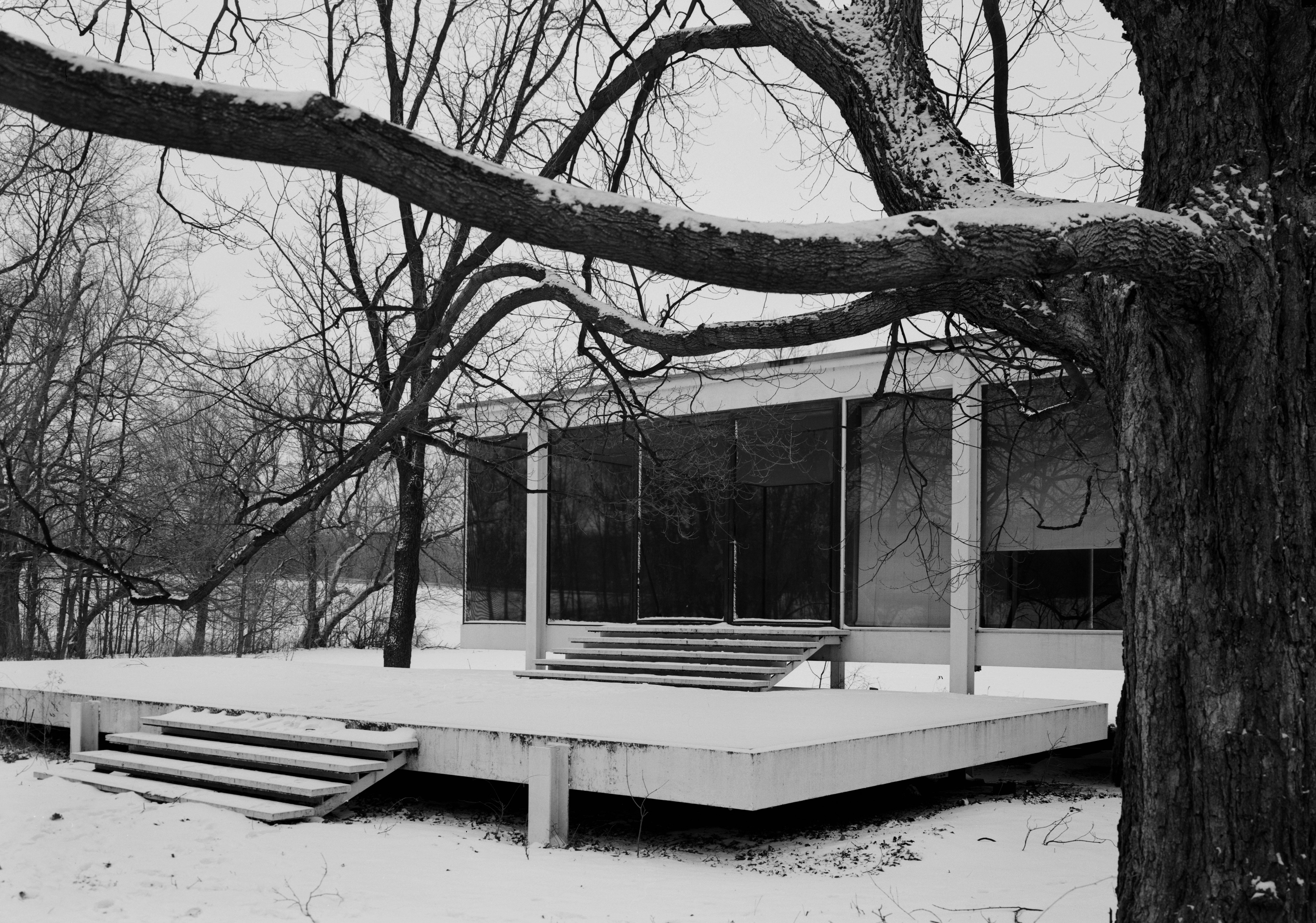
La terrasse d'entrée.

Les caractéristiques essentielles de la maison sautent d'emblée aux yeux. L'usage généralisé de verre, du sol au plafond, ouvre l'intérieur de la maison sur son environnement naturel à un degré extrême. Deux dalles renforçant l'idée d'horizontalité forment le sol et le toit et prennent en sandwich l'espace vitré du séjour. Les bords des dalles sont soulignés par des éléments structurels en acier bien mis en évidence et peints d'un blanc pur. La maison, située en zone inondable, est soulevée à 1,51m du sol par huit poteaux en acier profilés en « H » enserrant les deux dalles par leur tranche et formant des porte-à-faux de part et d'autre de la maison. Celle-ci semble alors flotter, libérée de la pesanteur, au-dessus du terrain qu'elle occupe. La terrasse attenante, formant une troisième dalle surélevée, joue le rôle de transition entre le sol et l'espace du séjour. On accède à la maison par deux jeux de larges marches reliant le sol à la terrasse, puis celle-ci au porche.
L'intérieur donne l'impression d'être un seul grand espace ouvert coulant et s'insinuant autour de deux boîtes en bois ; l'une est la penderie et garde-robe, l'autre est le bloc salle de bain-cuisine et âtre (le « noyau » de la maison). Le spacieux bloc cuisine-foyer semble une maison mise en abîme dans cette maison de verre. La Farnsworth House pourrait être tout simplement décrite comme un grand espace dans lequel on aurait posé deux blocs en bois autonomes, mais ceux-ci procurent une subtile différenciation d'avec un simple espace libre et ouvert, puisque la disposition de ces blocs définit tacitement des zones pour dormir, pour cuisiner, pour s'habiller, pour manger ou pour s'asseoir. Les espaces vraiment intimes comme les toilettes ou les parties techniques sont cachés dans les noyaux.
Cette configuration sera déclinée par Mies dans ses bâtiments suivants, notamment le Crown Hall, son œuvre maîtresse sur le campus de l'IIT. Le concept de pièce unique pouvant être librement utilisée et délimitée avec une flexibilité adaptée aux usages changeants, libre de tout poteau, close de verre et soutenue par une structure minimale rejetée en périphérie, va devenir l'idéal architectural de la carrière américaine de Mies. La Farnsworth House est significative puisqu'elle est la première réalisation achevée de cet idéal, une sorte de prototype de sa vision de ce que devrait être l'architecture moderne à l'ère de la technologie.

## Le parti architectural
La Farnsworth House pose la question fondamentale de la relation entre l'individu, la société et la nature. Mies avait remarqué que le temps dans lequel un homme ordinaire passe son existence lui échappe largement. Mais il croyait que l'individu pouvait et devait exister en harmonie avec la culture de son temps tout en se réalisant. Sa carrière fut une longue et patiente recherche vers une architecture qui serait à la fois un produit authentiquement de son époque et un manifeste sur la place de l'individu dans cette temporalité. Il percevait notre époque comme l'ère de la production industrielle, transformée par les forces du rapide développement technologique. Mies voulait se servir de l'architecture comme d'un outil pour réconcilier l'esprit des individus avec la culture dans laquelle ils vivent. Sa solution est d'accepter les besoins d'un cadre ordonné comme nécessité pour l'existence, tout en modelant l'espace pour les besoins de liberté pour que l'esprit individuel des êtres vivants puisse s'épanouir. Il créa des espaces libres et ouverts où la structure porteuse est la plus minimale possible. Il ne croyait pas à l'utilisation de l'architecture pour ingénierie sociale des comportements humains, au contraire de beaucoup d'autres architectes modernistes. Son travail très poussé sur les détails et sur ses bâtiments d'une manière générale est l'expression tangible de sa compréhension de l'époque moderne. Il procurait aux habitants de ses immeubles des espaces flexibles et non-encombrés dans lesquels ils pouvaient se satisfaire en tant qu'individu en dépit de leur condition inhérente dans la culture industrielle moderne. Les matériaux de ses immeubles, des produits censés de l'industrie comme l'acier et le verre, représentent le caractère de l'époque, mais il accepte aussi les matériaux nobles comme le travertin romain ou les bois exotiques vernis comme faisant partie de la vie moderne.
Les 24 ha du domaine agreste ont offert à Mies l'opportunité de porter haut le flambeau de la relation de l'homme avec la nature. Avec la Farnsworth House, il met l'accent sur le lien individuel avec la nature, et cela à travers le médium du refuge construit par l'homme. Selon Mies, « nous devrions essayer d'amener la nature, l'habitat et les êtres humains vers une union plus importante ». Des murs de verre et des espaces intérieurs ouverts sont les caractéristiques qui créent une connexion intense avec l'environnement extérieur, tandis que les structures exposées procurent un cadre de travail qui réduit au minimum les murs extérieurs opaques. L'attention au site dans le dessin et l'intégration à l'environnement extérieur représentent un effort subtil mais conjoint pour parvenir à une architecture qui se marie avec son contexte naturel.
Mies concevait le bâtiment comme un abri architectural mêlant l'intérieur et l'extérieur, en même temps indépendant et entremêlé avec l'élément naturel. Pour bâtir sa maison, il a délibérément choisi une zone inondable, sur une plaine proche des rives du cours d'eau, cherchant à se confronter aux forces dangereuses de la nature. L'espace enclos et la terrasse couverte sont surélevés d'un mètre cinquante, soit juste de quelques centimètres par rapport au niveau de montée des eaux, avec une large terrasse intermédiaire. Par deux fois d'ailleurs, la maison s'est retrouvée inondée jusqu'au niveau d'habitation, en 1956 et 1996, ce qui a causé d'importants dommages aux installations, aux placages en bois, aux baies vitrées et à l'ameublement. En août 2007, le site a subi des pluies importantes, des montées des eaux allant jusqu'à 60 centimètres du niveau du plancher, ainsi que d'autres menaces, ce qui a obligé les conservateurs à protéger d'urgence la maison et son contenu d'une nouvelle montée des eaux.

## Les critiques
Les préoccupations liées à l'isolation des maisons n'étaient pas aussi poussées lors de la conception que maintenant. 

## Galerie photographique

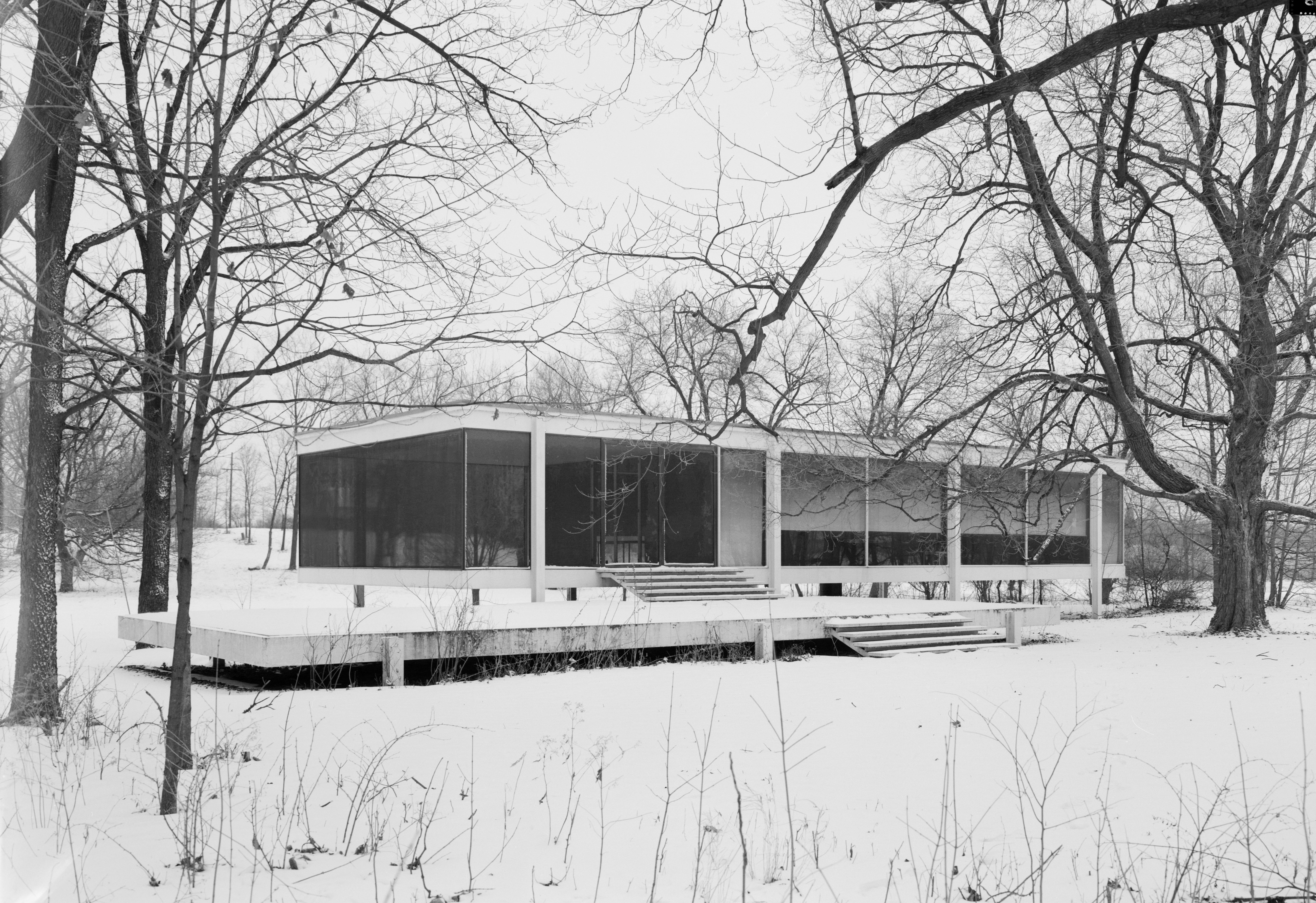
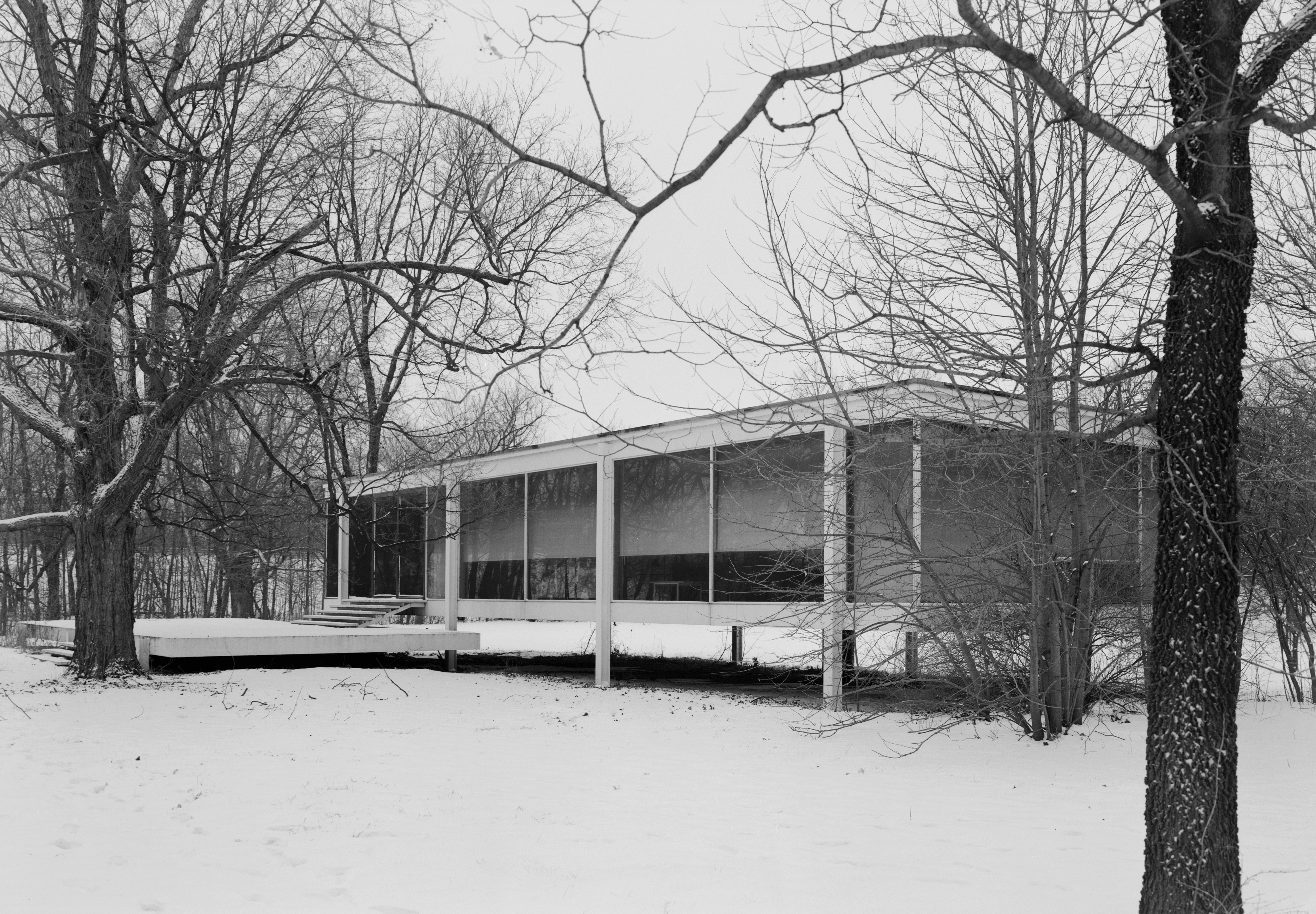
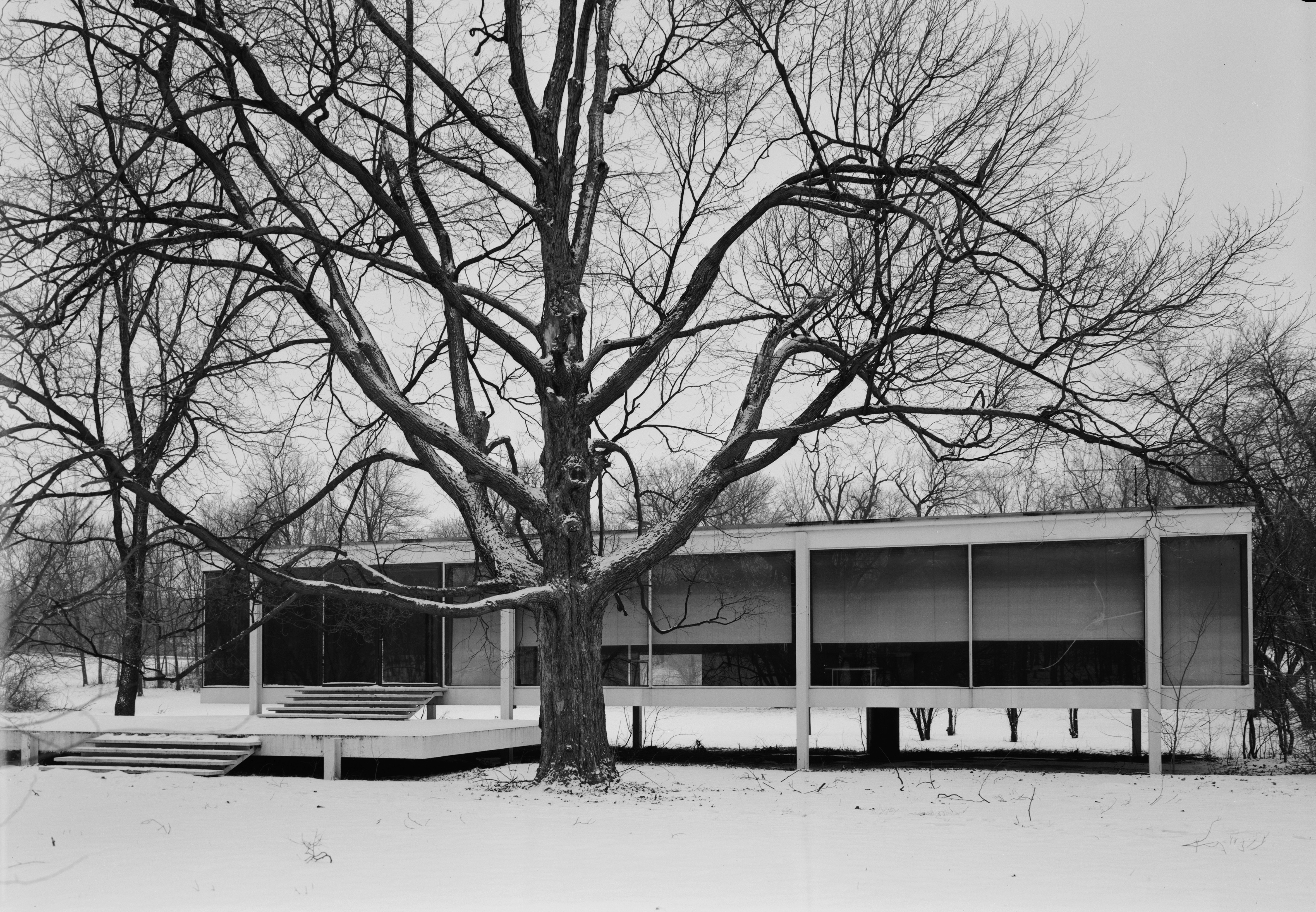
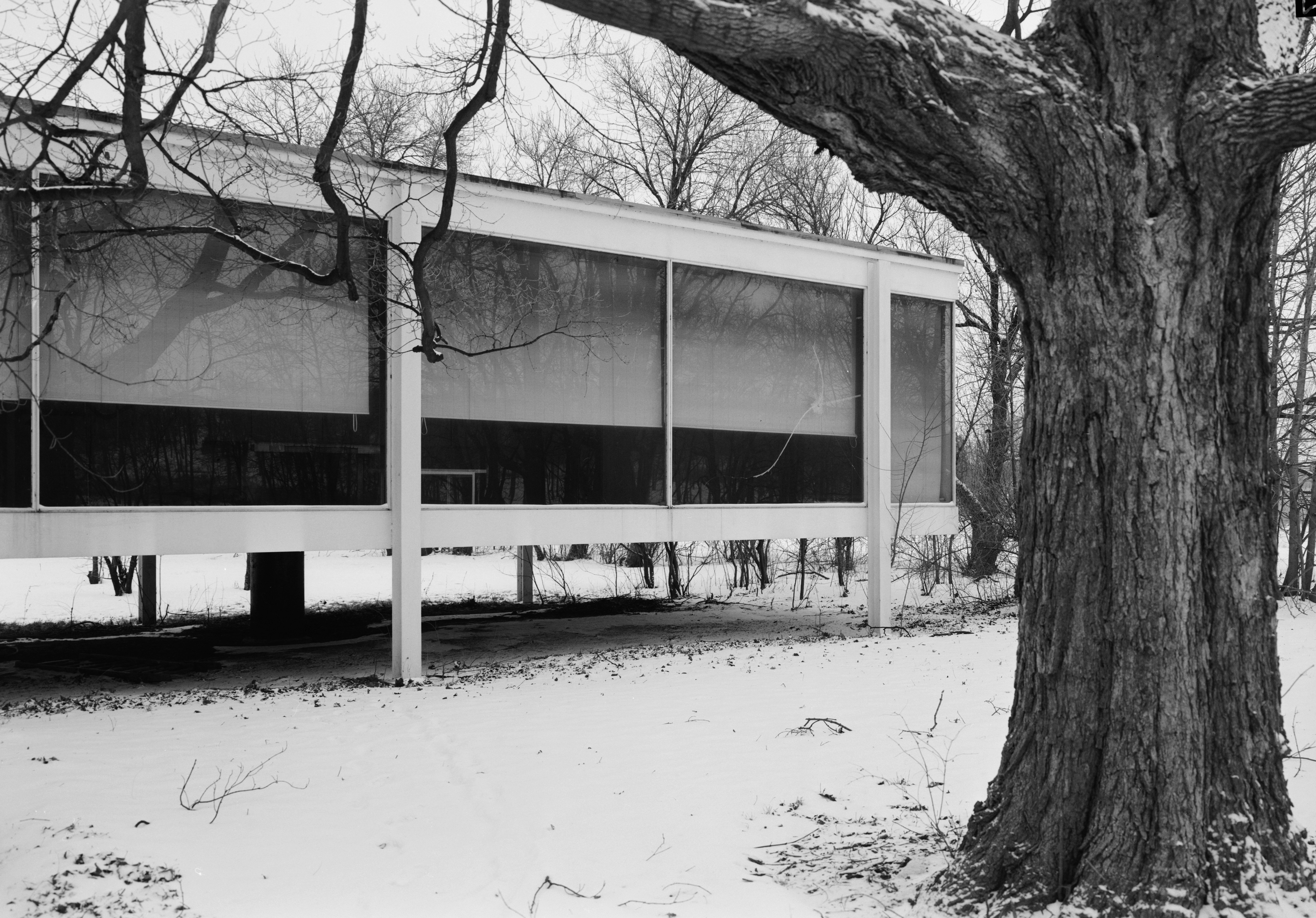
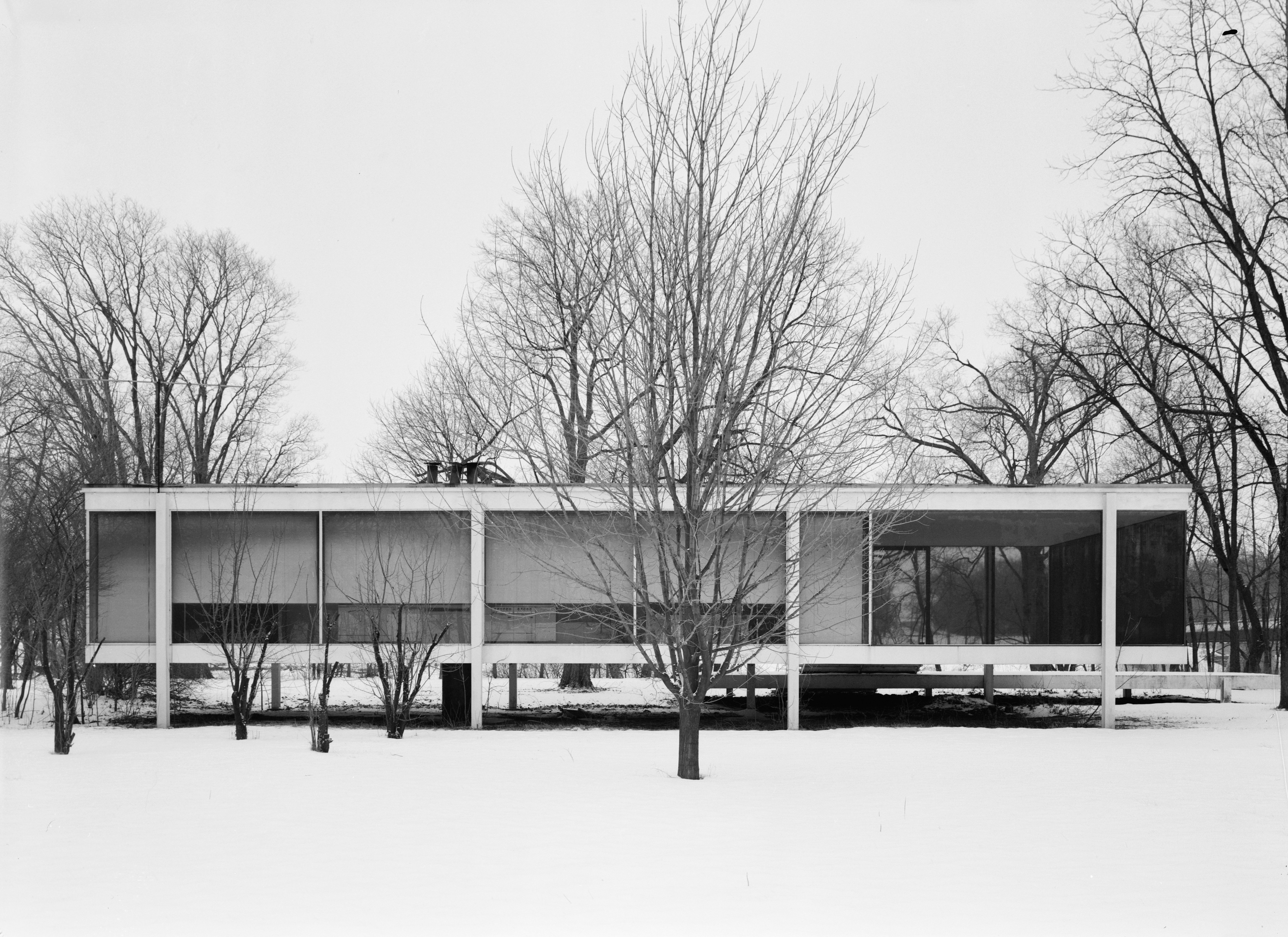
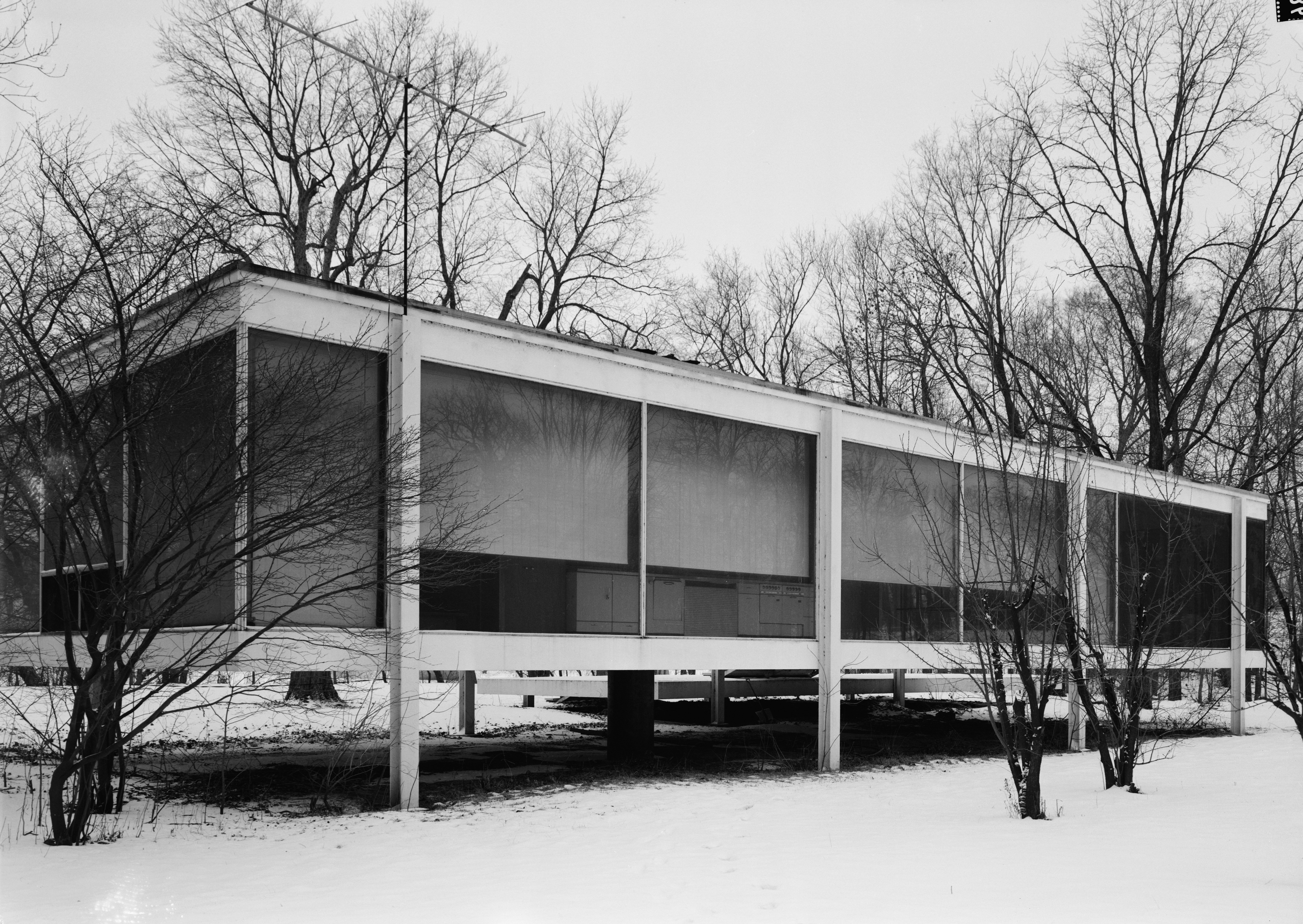